# یولیوس فریدریش کونهایم
یولیوس فریدریش کونهایم (آلمانی: Julius Friedrich Cohnheim؛ ۲۰ ژوئیه ۱۸۳۹ – ۱۵ اوت ۱۸۸۴) آسیب‌شناس یهودی اهل آلمان بود.
او دکترای پزشکی خود را در سال ۱۸۶۱ از دانشگاه هومبولت برلین دریافت داشت. او از سال ۱۸۶۴ تا ۱۸۶۸ میلادی دستیار رودلف ویرشو بود و در سال ۱۸۶۷ میلادی مقاله‌ای منتشر کرد که در آن، اشاره نمود که علت تشکیل چرک، هجوم و مهاجرت گلبول‌های سفید خون به منطقهٔ عفونت‌زده‌است. این موضوع در آن زمان، انقلابی در پاتولوژی بپا کرد.
کونهایم نخستین کسی بود که روش منجمد کردنِ نمونه‌های تازه پاتولوژی را جهت آزمایش بکار گرفت و نخستی کسی بود که «نواحی کونهایم» را کشف کرد که محل خاتمه‌یافتنِ انتهاهای اعصاب در عضله است.